# Hordern Pavillion
Hordern Pavillion – obiekt budowlany znajdujący się w Sydney w Moore Park w stanie Nowa Południowa Walia w Australii. Pełni funkcję klubu muzycznego oraz teatru. Łączna liczba miejsc wynosi 5,500 tysiąca.

## Historia
Obiekt został otwarty 14 kwietnia 1924 roku. Pavillion został nazwany na cześć przedsiębiorcy detalicznego rodziny Hordernów Anthony Hordern & Sons, który był prezesem Królewskiego Towarzystwa Rolniczego od 1915 do 1941 roku. Budynek został zaprojektowany w stylu klasycznym, przyozdobionym przez karbowane kolumny doryckie. Łączny koszt budowy wyniósł £ 45,000.
Hordern Pavillion prócz funkcji klubu muzycznego oraz teatru, pełnił również funkcję obiektu mistrzostw świata w boksie.

## Koncerty
Na przestrzeni lat, ze swoimi koncertami występowali tu między innymi: Jethro Tull, Black Sabbath, Yes, Frank Zappa, Status Quo, Frank Sinatra, AC/DC, Eagles, Eric Clapton, Lou Reed, Electric Light Orchestra, Deep Purple, Queen, Rainbow, Rod Stewart, Bob Marley, Foreigner, Meat Loaf, Elton John, Fleetwood Mac, The Police, Duran Duran, Iron Maiden, Iggy Pop, R.E.M., Metallica, Skid Row, Anthrax, Depeche Mode, Motörhead, Nirvana, The Black Crowes, Sepultura, Red Hot Chili Peppers, Nick Cave, The Prodigy, Faith No More, Suicidal Tendencies, Alice in Chains, INXS, Beastie Boys, Biohazard, Slayer, Rage Against the Machine, Green Day, Primus, Björk, The Smashing Pumpkins, Sex Pistols, Soundgarden, Tool, Korn, The Offspring, Placebo, Slipknot, Corrosion of Conformity, Pantera, Coldplay, Machine Head, System of a Down, Incubus, Foo Fighters, Audioslave, The Melvins, Queens of the Stone Age, Evanescence, Justin Timberlake, Muse, The Black Eyed Peas, PJ Harvey, Velvet Revolver, Nine Inch Nails, Oasis, James Blunt, Megadeth, Soulfly, John Petrucci, Joe Satriani, Steve Vai, Mastodon, Marilyn Manson, Bad Religion, Alter Bridge, Disturbed, Simple Plan, Rise Against, Dream Theater, Slash, Stone Temple Pilots, The Stooges.